# Teinobasis filiformis
Teinobasis filiformis là một loài chuồn chuồn kim trong họ Coenagrionidae.
Teinobasis filiformis được Brauer miêu tả khoa học năm 1868.